# 1593

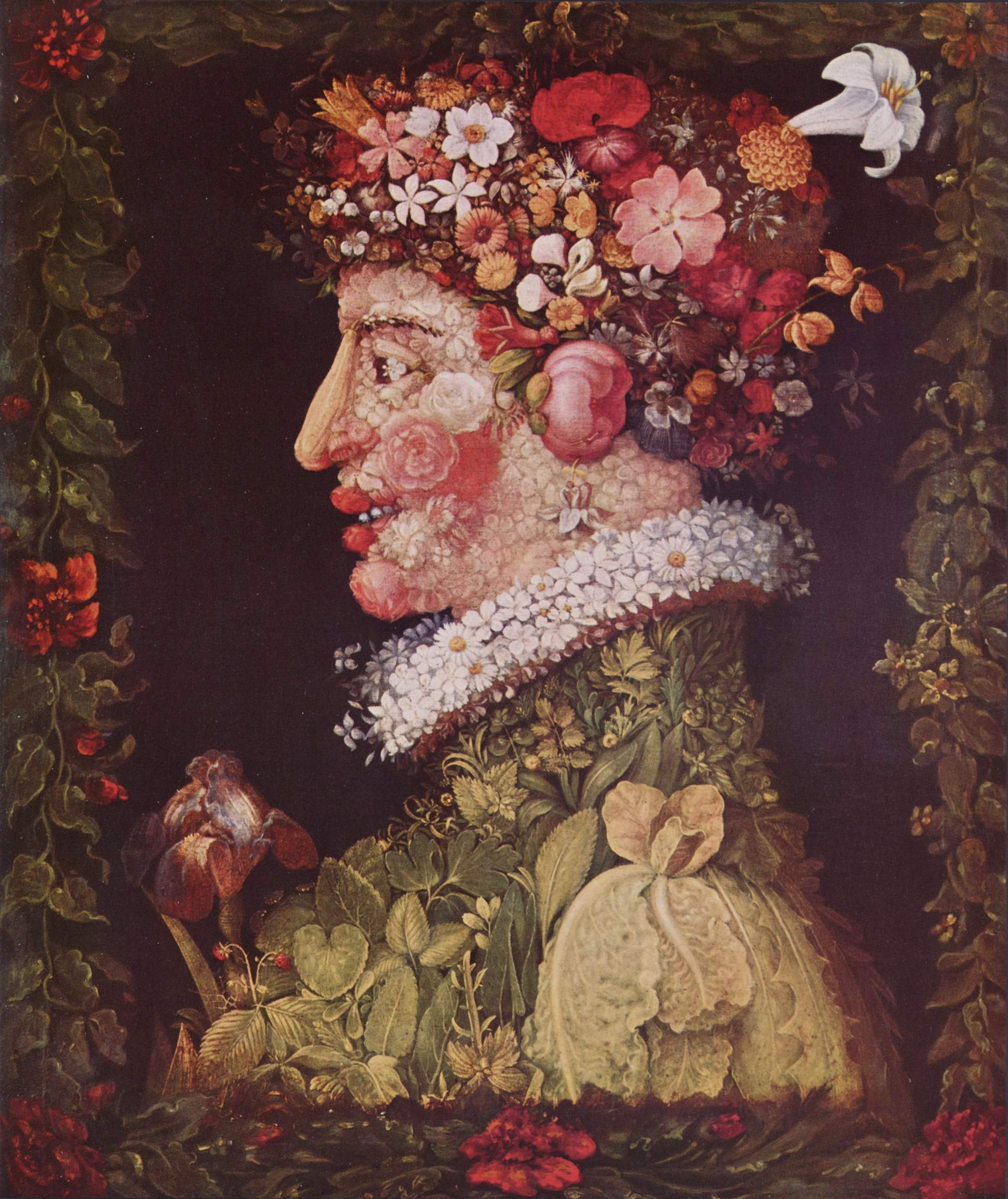
De lente van Archimboldo

Het jaar 1593 is het 93e jaar in de 16e eeuw volgens de christelijke jaartelling.

## Gebeurtenissen
april
- 23 - De Spaanse conquistador Domingo de Vera, op zoek naar El Dorado, neemt het gebied Guyana

```
officieel in bezit voor Filips II van Spanje.  
```

juni
- 22 - Slag om Sisak - Sloveens-Kroatische troepen verslaan de Turken.
- 24 - Herovering van Geertruidenberg en Westerwolde op de Spanjaarden.
- juni - Filips II benoemt aartshertog Ernst van Oostenrijk tot landvoogd van de Nederlanden, in de praktijk de Zuidelijke Nederlanden.

oktober
- 25 - De Spaanse gouverneur van de Filipijnen, Gómez Pérez Dasmariñas, wordt door de roeiers van zijn galei vermoord.
- Carolus Clusius arriveert in Leiden en neemt zijn functies op van hoogleraar en prefect van de Hortus botanicus Leiden, waar hij de eerste tulp poot.

november
- 11 - Albrecht van Nassau-Weilburg wordt opgevolgd door zijn zoons Lodewijk II, Willem en Johan Casimir.

december
- 15 - Cornelis Corneliszoon van Uitgeest krijgt octrooi op de houtzaagmolen.
- 24 - Een storm richt grote schade aan op de rede van Tessel. Veertig wachtende schepen zinken en 500 opvarenden verdrinken. De gedupeerde en soms geruïneerde reders noemen de ramp Tesselschade.

zonder datum
- De classicus Josephus Justus Scaliger volgt in Leiden Justus Lipsius op, die teleurgesteld is teruggekeerd naar Leuven.
- De Inquisitie klaagt Giordano Bruno aan. Het proces zal zeven jaar duren.
- Nokkeo Kumman roept de onafhankelijkheid uit van Lan Xang en begint prompt een nieuwe oorlog met Birma.

## Muziek
- Publicatie van het liederenboek Canzonets or Little Short Songs to Three Voyces van Thomas Morley.

## Bouwkunst

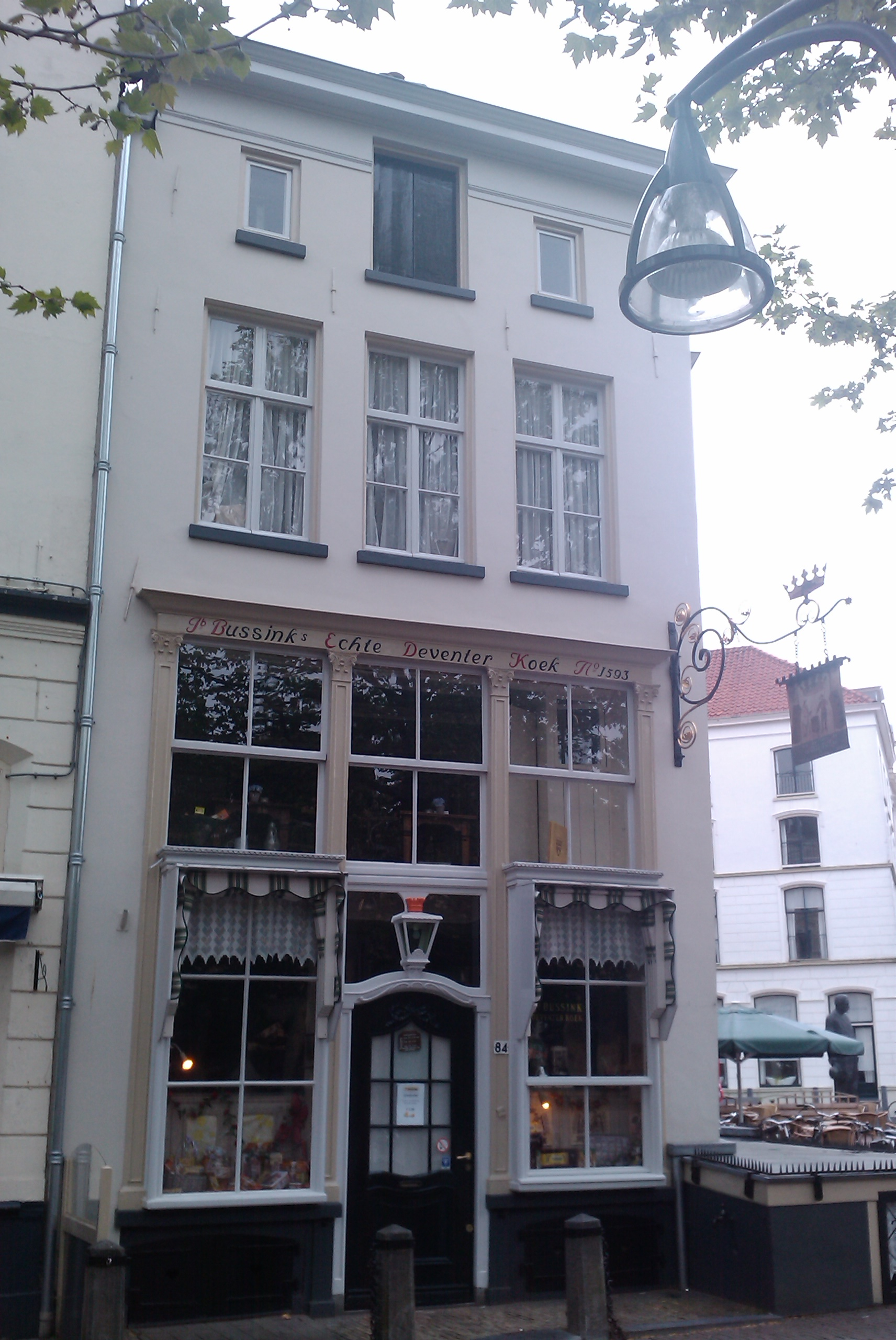
Woonhuis, Deventer (1593)
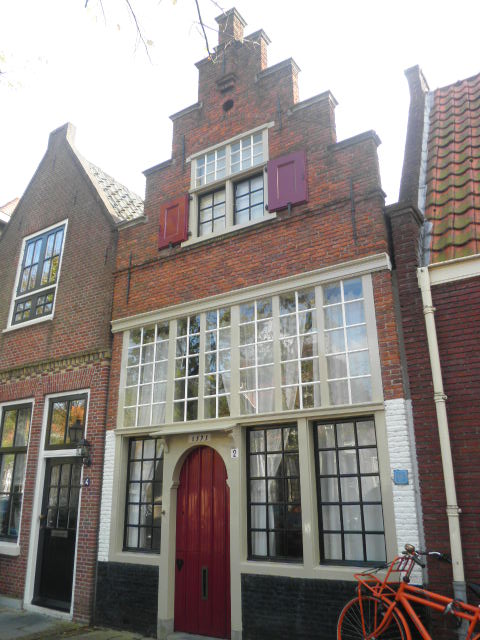
Woonhuis, Hoorn (1593)

## Geboren
augustus
- 9 - Izaak Walton, Engels schrijver (overleden 1683)

oktober
- 9 - Nicolaes Tulp, arts en burgemeester van Amsterdam (overleden 1674)

datum onbekend
- Albert Burgh, Nederlands geneesheer, lid van de vroedschap en burgemeester van Amsterdam (overleden 1647)
- Jacob Jordaens, genreschilder uit Antwerpen (overleden 1678)
- Artemisia Gentileschi, Italiaans schilderes (overleden 1652)

## Overleden
mei
- 30 - Christopher Marlowe (29), Engels toneelschrijver

augustus
- 28 - Lodewijk van Württemberg (39), hertog van Württemberg

november
- 11 - Albrecht van Nassau-Weilburg (55), graaf van Nassau-Weilburg
- 20 - Hans Bol (58), Vlaams-Nederlands kunstschilder

datum onbekend
- Giuseppe Arcimboldo (66), maniëristisch kunstschilder